# Distretto di Relizane
Il distretto di Relizane è un distretto della Provincia di Relizane, in Algeria.

## Comuni
Il distretto comprende 2 comuni:
- Relizane
- Bendaoud